# Varanus eremius
Varanus eremius — вид ящірок родини Варанові (Varanidae). 

## Опис
Тіло завдовжки до 50 см. Спина від світло-коричневого до темно-коричневого забарвлення з численними чорними плямами. Темна смуга проходить від кінчика носа до очей.

## Поширення
Вид мешкає у напівпустельних та скелястих районах Австралії .

## Спосіб життя
Вид проводить основну частину життя  на землі, дуже рідко піднімаєсься на дерева. Живиться, в основному, іншими ящірками, комахами та скорпіонами.